# Avenue Simon-Bolivar
Pour les articles homonymes, voir Simon Bolivar et Bolivar.
L'avenue Simon-Bolivar est une voie située dans le quartier du Combat du 19e arrondissement de Paris, en France.

## Situation et accès
L'avenue est accessible par les stations Pyrénées et Bolivar du métro de Paris, situées aux deux extrémités de l'avenue.

## Origine du nom
Cette voie rend hommage au Libertador Simón Bolívar (1783-1830), qui participa de manière décisive à l'indépendance de la Bolivie, de la Colombie, de l'Équateur, du Panama, du Pérou et du Venezuela. Bolívar participa également à la création de la Grande Colombie, dont il souhaitait qu'elle devînt partie d'une grande confédération politique et militaire regroupant l'ensemble de l'Amérique latine, (une sorte d'États-Unis d'Amérique du Sud) et dont il fut le premier président.

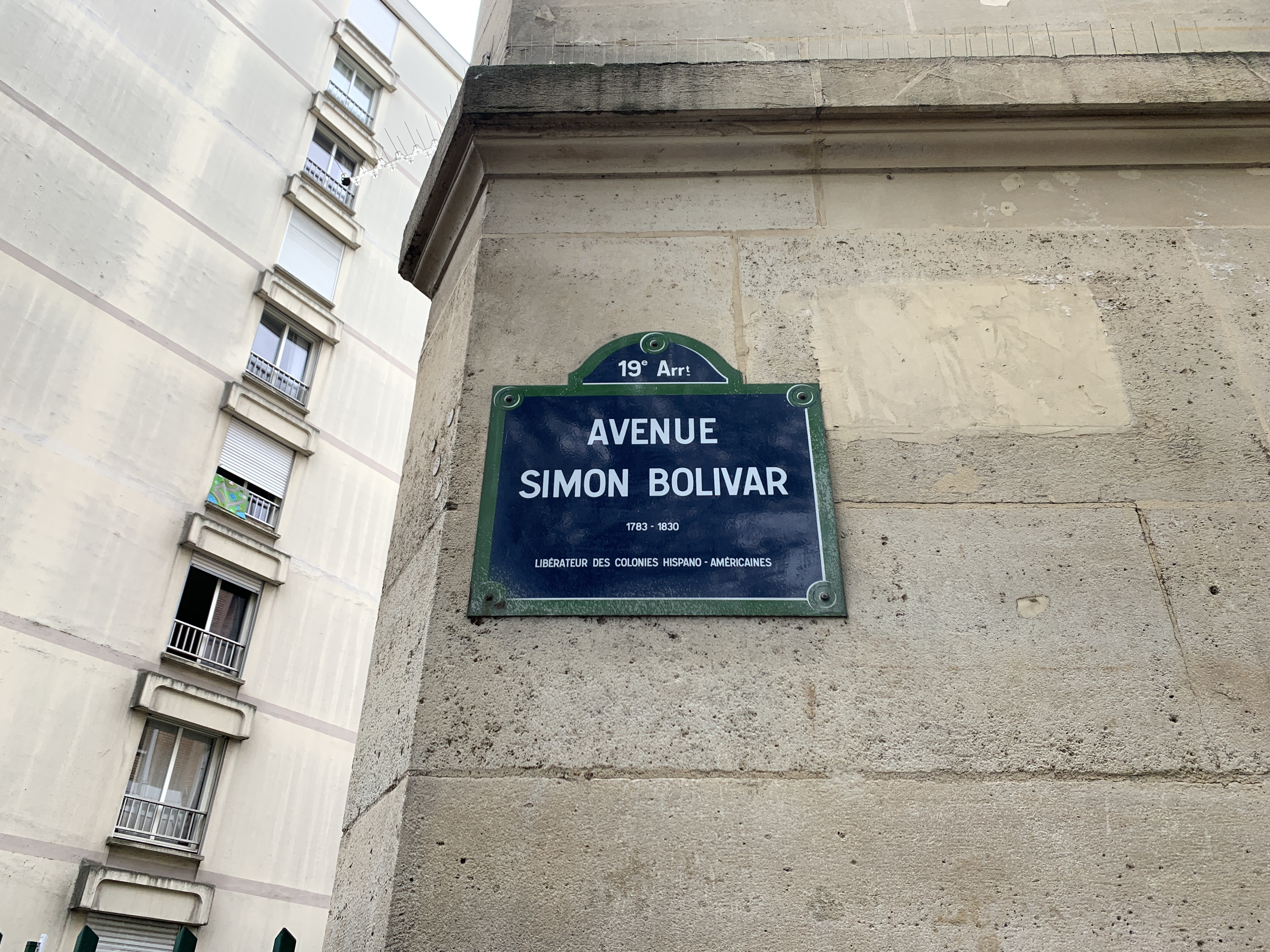
Plaque de l'avenue Bolivar.

## Historique
L'ouverture de la voie est décidée en 1862 en prolongeant une partie de l'ancienne rue de Puebla, restructurée.
Elle prend le nom de « rue Bolivar » en 1880. En 1927, elle acquiert le statut d'avenue et prend le nom d'avenue Simon-Bolivar.

## Bâtiments remarquables et lieux de mémoire
- Le parc des Buttes-Chaumont.

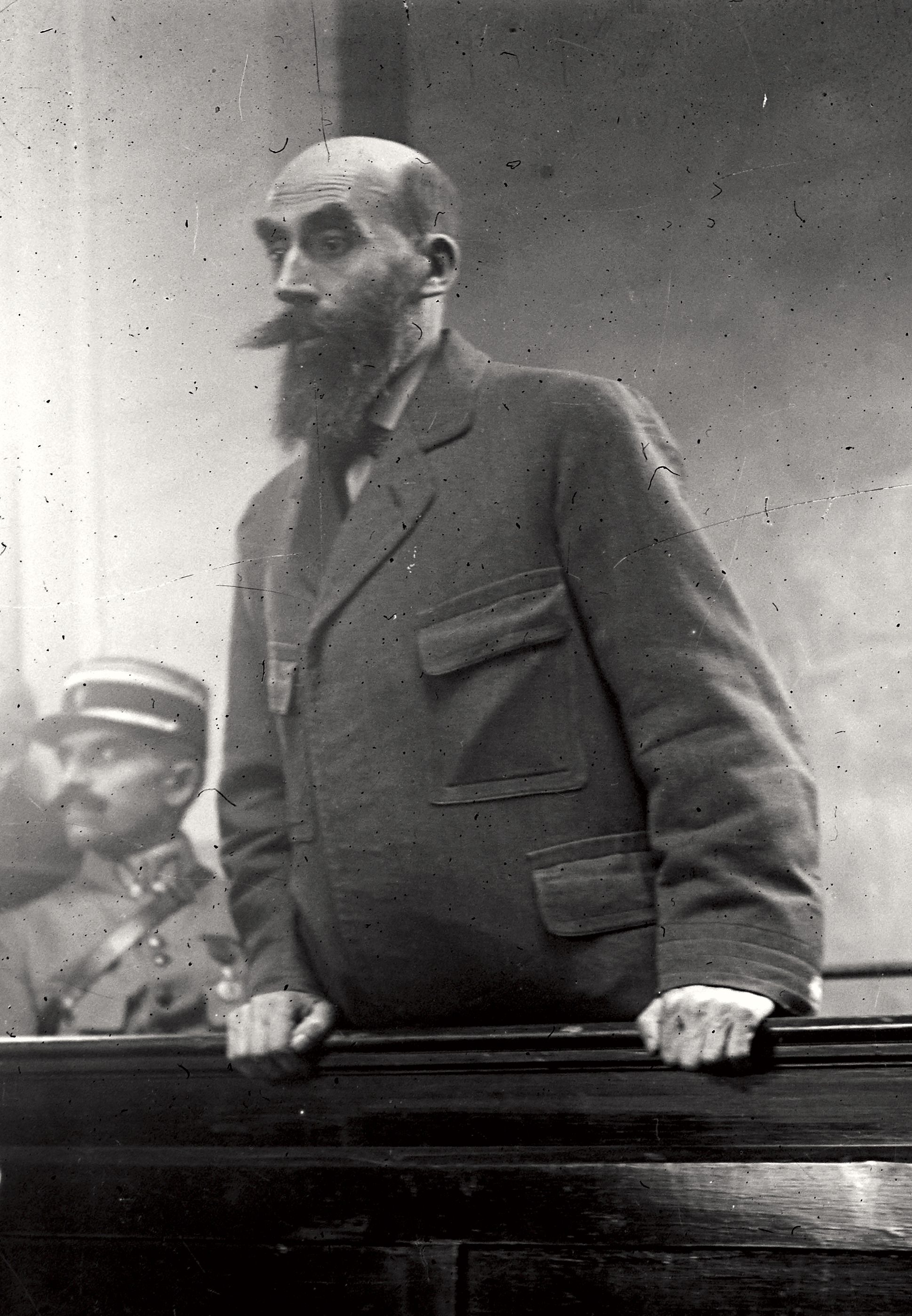
Landru s’exprimant lors de son procès. Le tueur en série et criminel français est né au n° 41 de l'ancienne rue de Puebla en 1869.

- Ensemble d'HBM conçu par l'architecte Charles Heubès et construit entre 1924 et 1930.
- No 41 : Henri Désiré Landru naît au 41 de cette rue le 12 avril 1869[1].
- Nos 50-52 : l'accès à la butte Bergeyre par un escalier.
- N°64 : le taxidermiste Etienne Saumon habita le 64 entre 1913 et 1915.

- No 69 : collège public Charles-Péguy.
- No 107 : emplacement de l'ancien passage de Puebla, qui se terminait en impasse.
- Nos 112-114 : l’église catholique Saint-Georges de la Villette.
- No 115 : Edmond Daynes (1895-1986), artiste peintre, y résida.
- No 127 : le coureur de fond international Alain Mimoun habita de nombreuses années dans un modeste appartement du no 127 de l'avenue[2].
- Par ailleurs, le début de la chanson des Frères Jacques Les Clochards se situe « près de la rue Bolivar, sous le métro aérien », alors que ce métro (ligne n°2 Nation-Porte Dauphine), s'il n'est pas très loin, n'est pas à proximité immédiate.

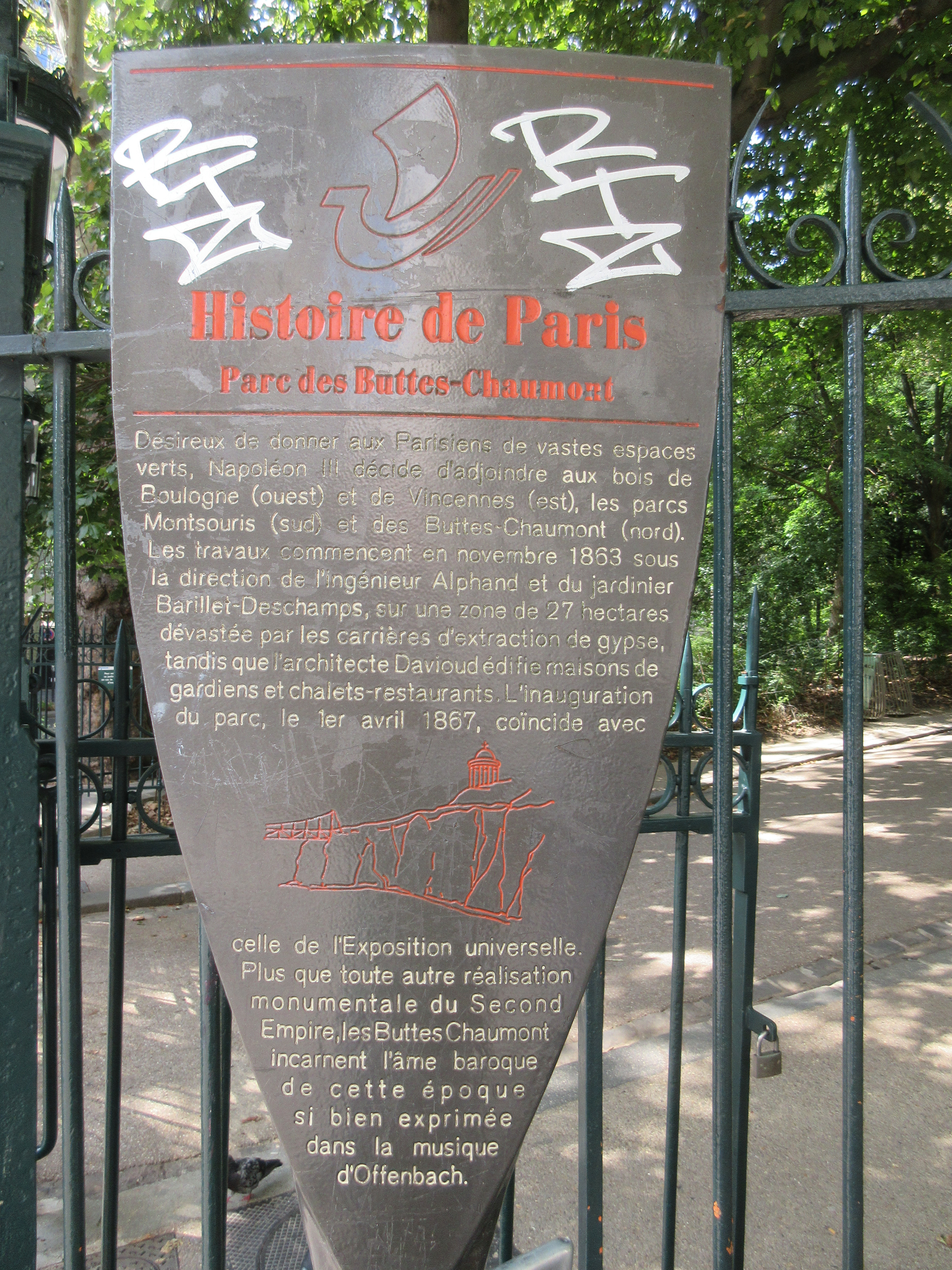
Panneau Histoire de Paris « Parc des Buttes-Chaumont ».
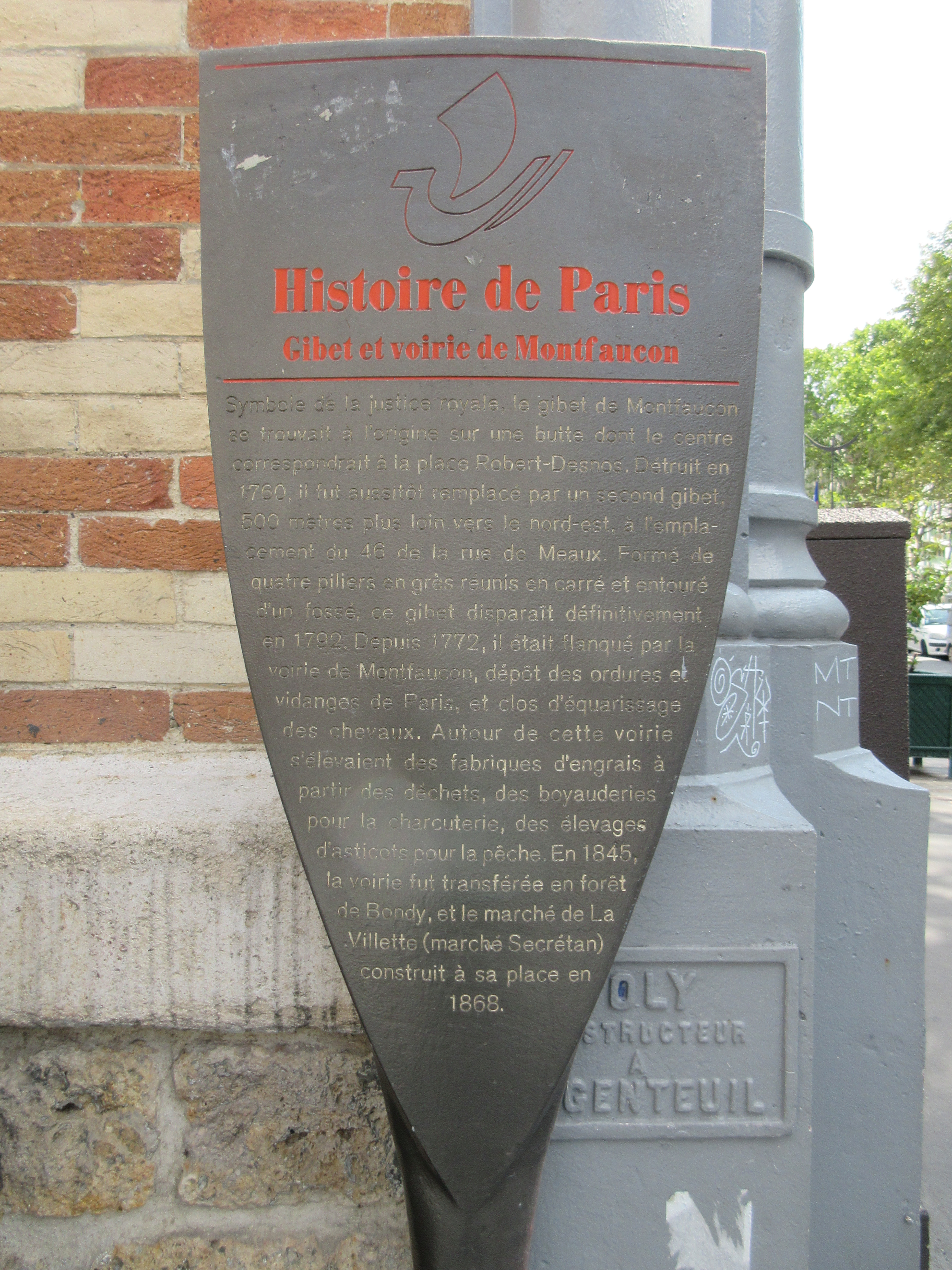
Panneau Histoire de Paris « Gibet et voirie de Montfaucon ».
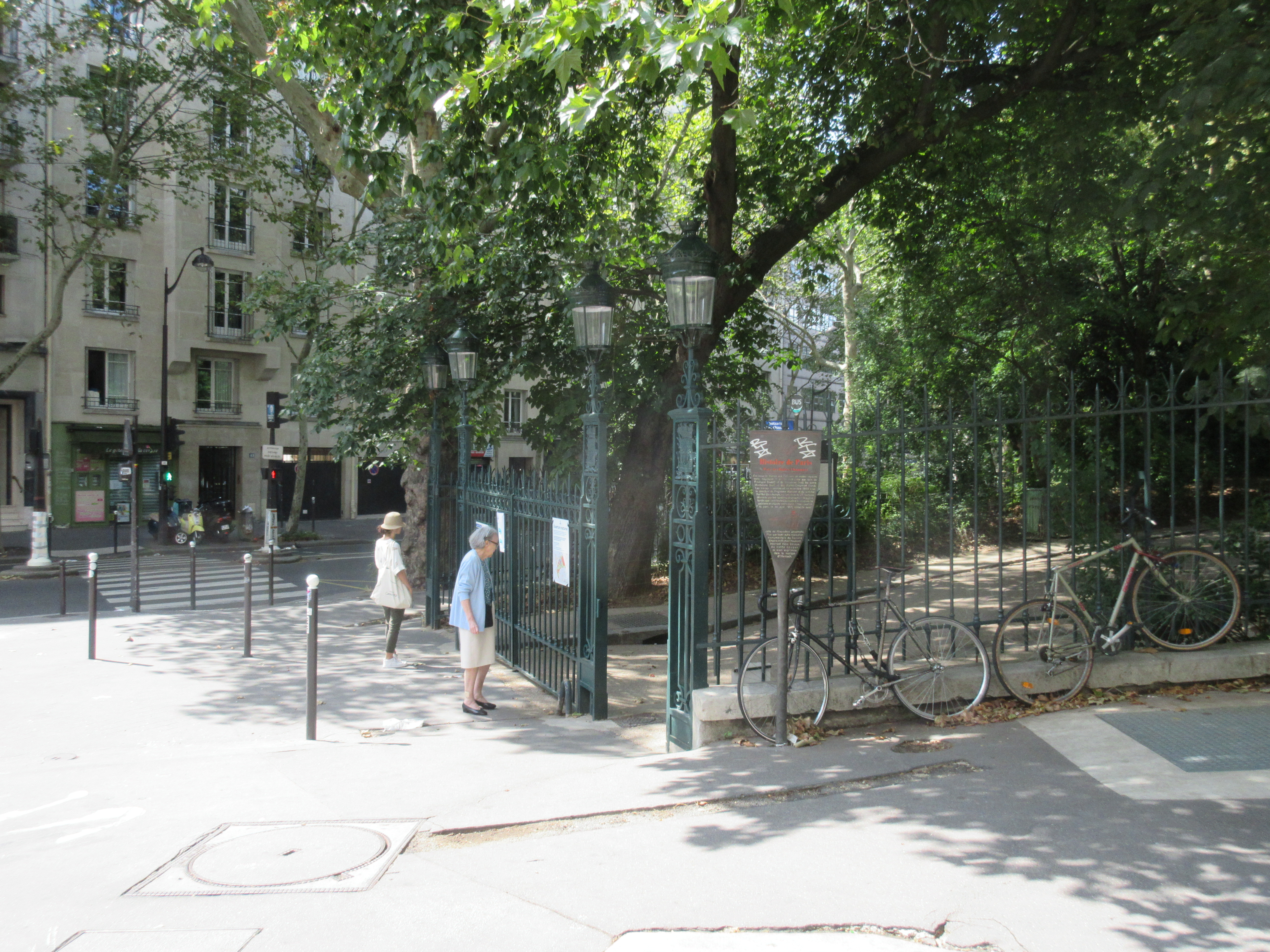
Entrée du parc des Buttes-Chaumont à l'angle de l'avenue Simon-Bolivar et de la rue Botzaris.
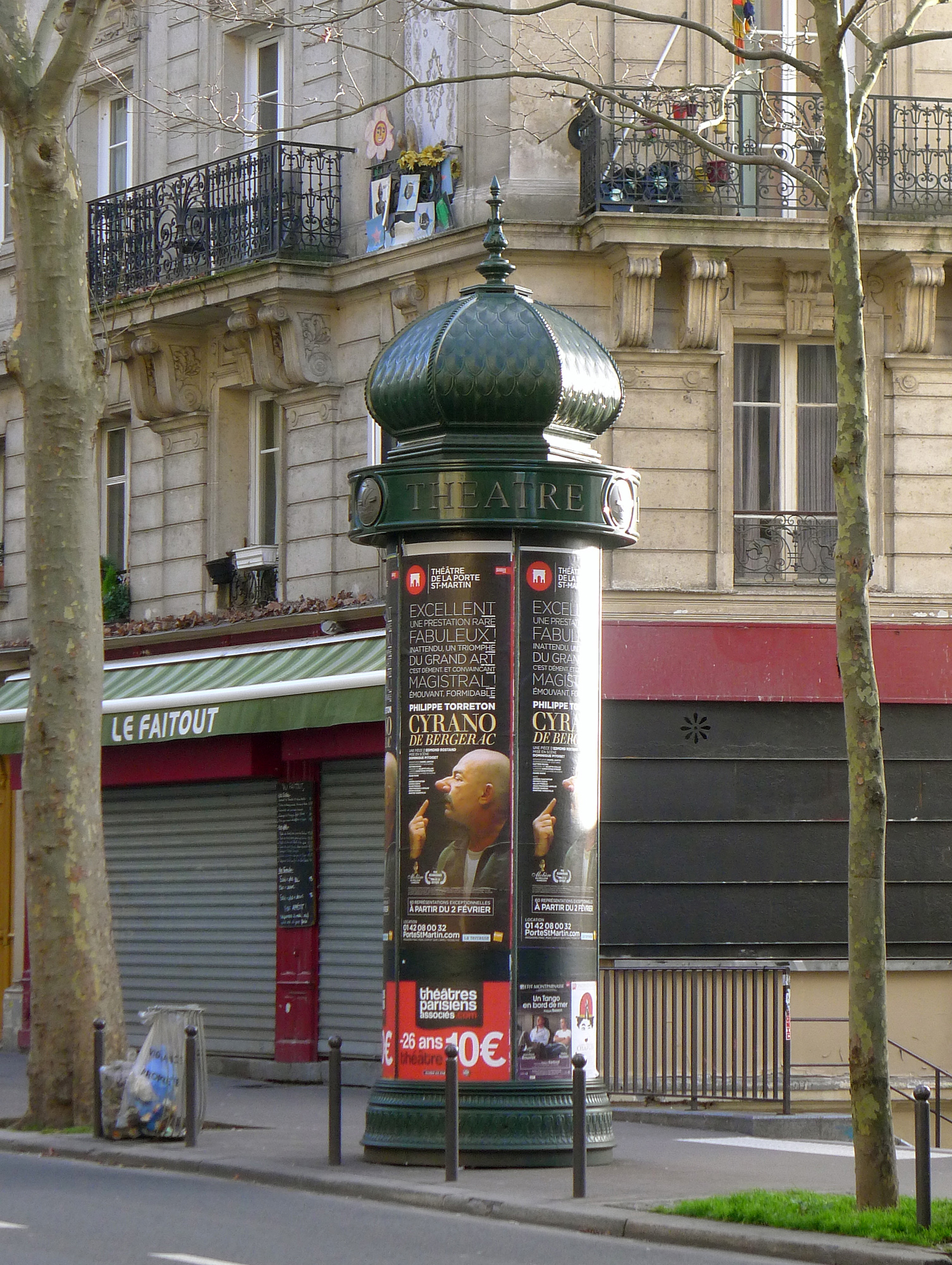
Colonne Morris.
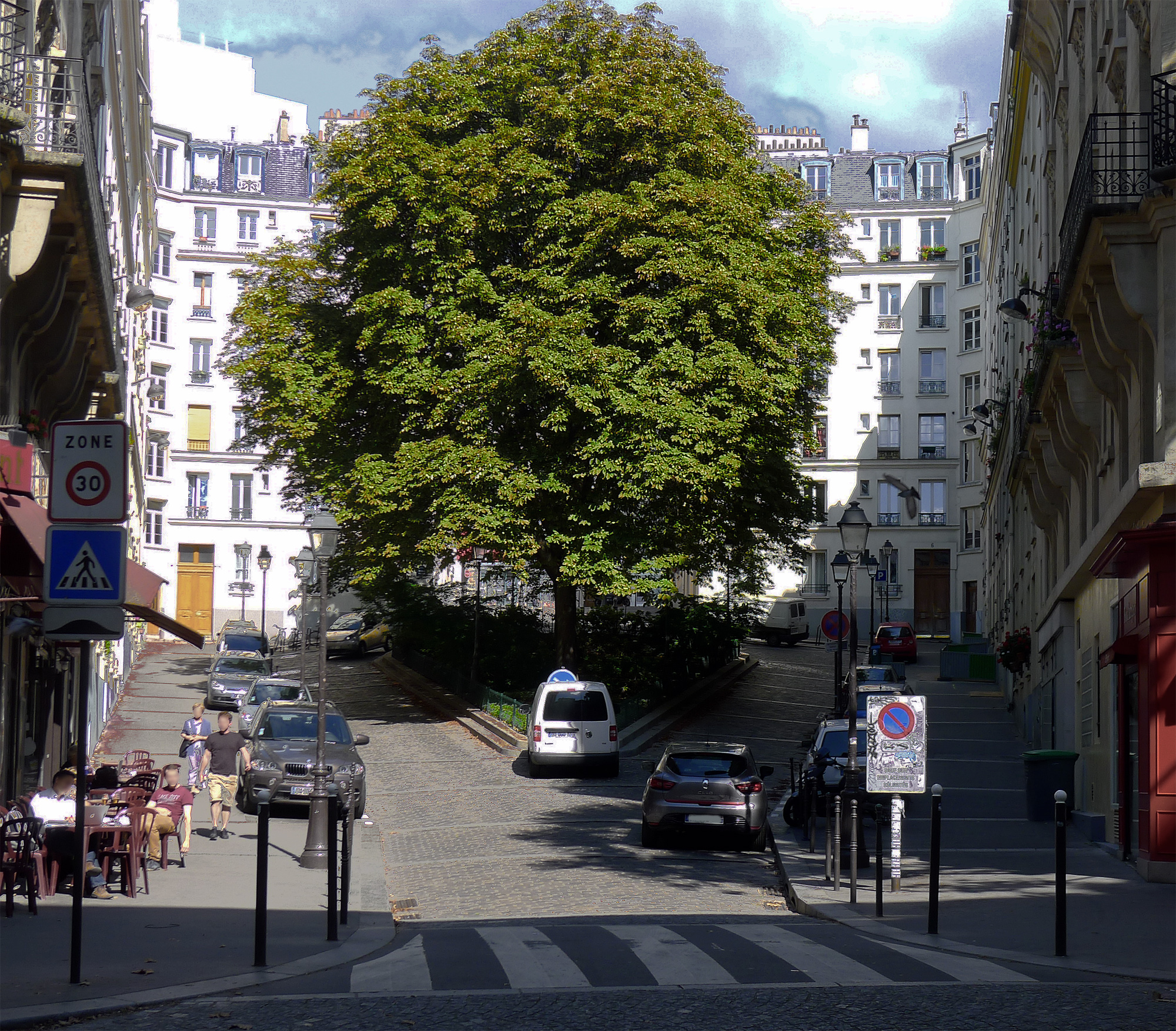
Le square Bolivar vu de l'avenue Simon-Bolivar.
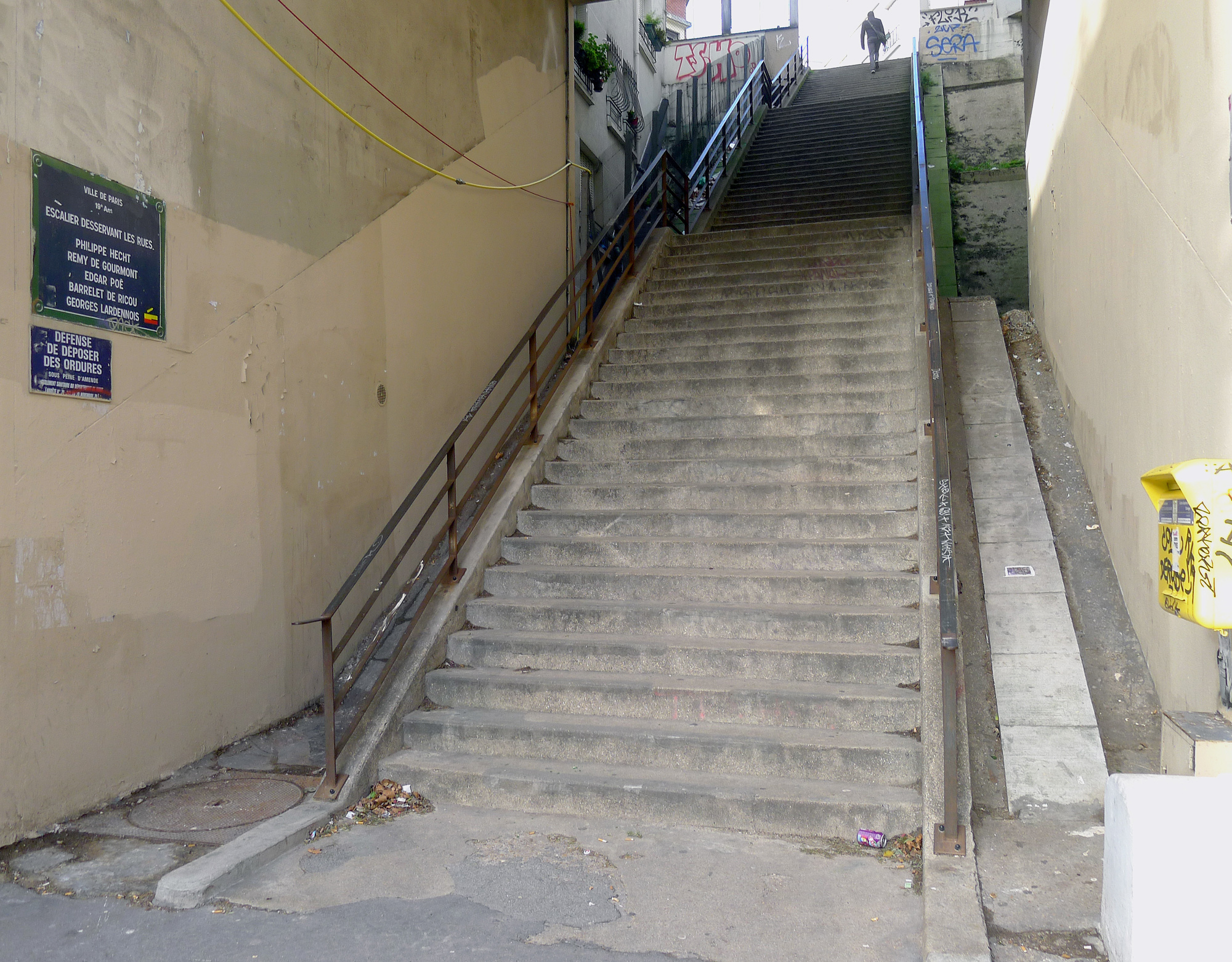
Escalier permettant d'accéder à la butte Bergeyre depuis l'avenue Simon-Bolivar ; lieu d'un cliché du photographe Willy Ronis.
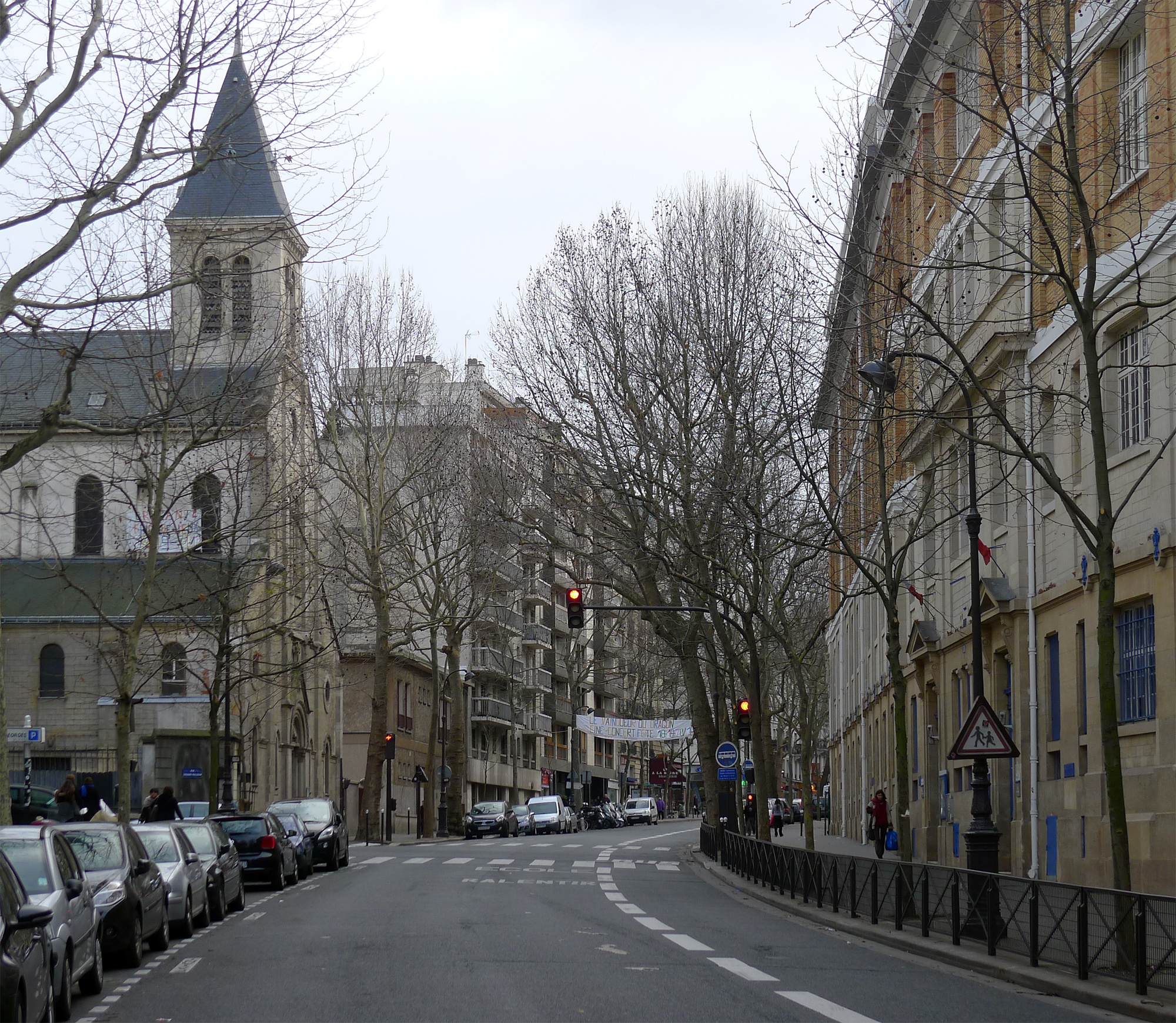
L'avenue Simon-Bolivar au niveau de l'église Saint-Georges de la Villette.
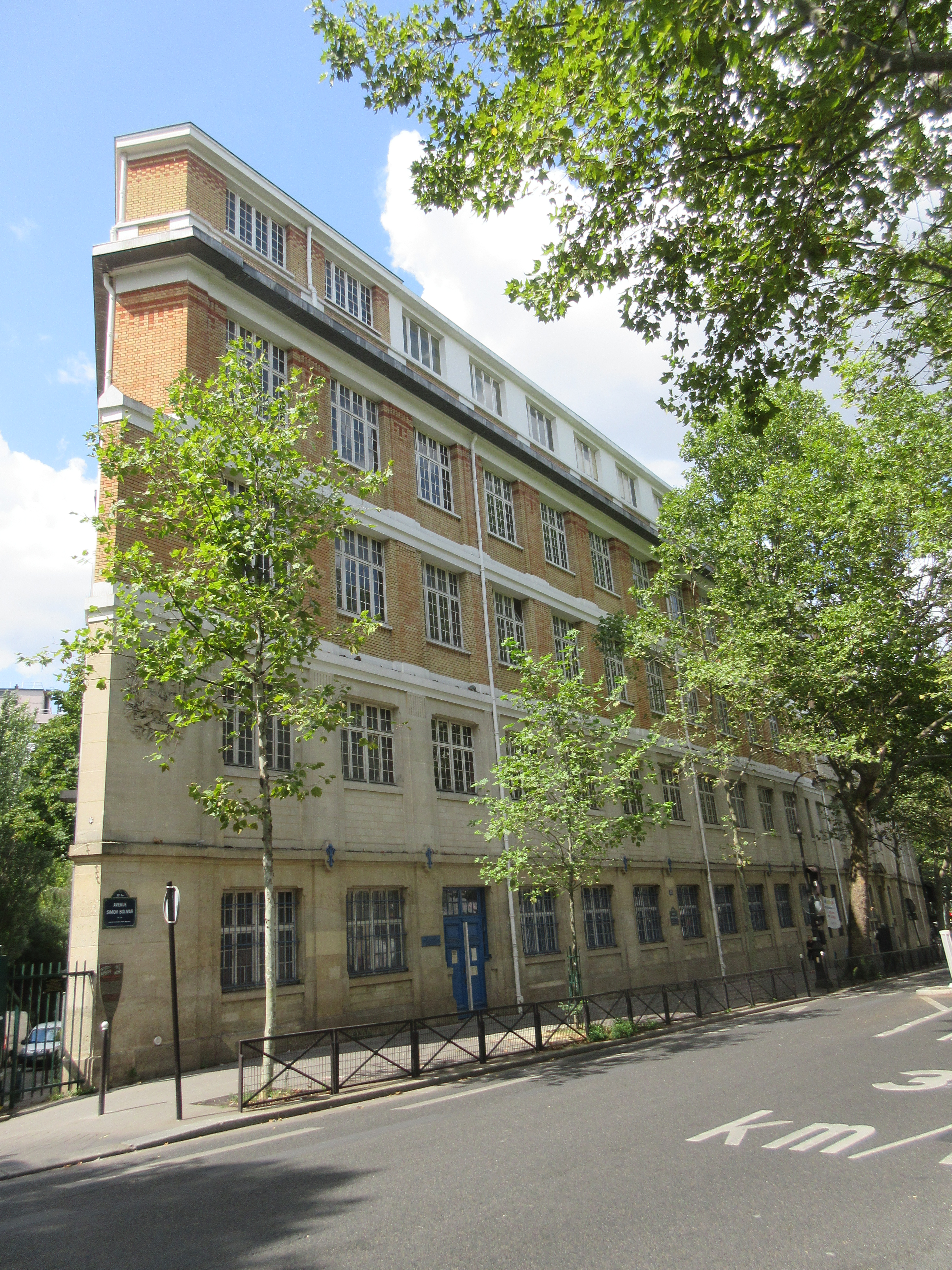
117 avenue Simon-Bolivar.